# Pace (Album)
Pace ist das fünfte Studioalbum der Berliner Musikgruppe Fewjar. Es erschien 2021 als erstes Album unter dem selbstgegründeten Label Fewjar Records und wird unter der selbst erschaffenen Kategorie des „Polygenre“ eingeordnet, allgemein lässt es sich aber Indie-Pop zuordnen.

## Titelliste
1. Another Walk in The Rain – 3:11
2. Phone – 2:53
3. Go For It! – 2:31
4. Virtual Kidz – 2:43
5. Yesterday’s Eve (feat. Hugo Kafumbi) – 2:53
6. Autobahn – 2:51
7. Lateniteaha – 2:47
8. Up For Good – 3:01
9. All Over (Us) – 2:55
10. Bottleplant Passengers (feat. Ivy Quainoo) – 3:30
11. Sowing Clouds (feat. Ivy Quainoo) – 3:08
12. Pace – 3:05